# Adebowale Ogungbure
Adebowale Ogungbure (* 13. Juli 1981 in Lagos, Nigeria) ist ein ehemaliger nigerianischer Fußballspieler, der auch die deutsche Staatsangehörigkeit besitzt.

## Karriere

### Verein
Als Jugendspieler war Ogungbure bei den Clubs FC Asaco Cotonou, NEAP Lagos und Nigerdock Lagos.
Seine erste Erfahrung im Seniorenbereich sammelte er bei der zweiten Mannschaft des 1. FC Nürnberg, bevor er in der Saison 2000/01 zum Profikader in der zweiten Liga gehörte. Seinen ersten Profieinsatz bestritt Ogungbure am 12. Spieltag dieser Saison, als er in der Partie gegen den VfL Osnabrück in der 83. Minute für Armin Störzenhofecker eingewechselt wurde. Insgesamt bestritt Ogungbure in der Saison neun Zweitligaspiele. Am Ende der Saison stieg er mit dem Club in die Fußball-Bundesliga auf.
Nach nur drei Einsätzen in der Hinrunde 2001/02 entschied er sich, in der Winterpause zum Zweitligisten SSV Reutlingen 05 zu wechseln. Im Sommer 2003 wechselte er nach dem Abstieg mit dem SSV zum Erstligaabsteiger Energie Cottbus. Nach zwei Spielzeiten und dem Fast-Abstieg musste er Cottbus verlassen und schloss sich nach ausbleibenden Angeboten aus den höheren Ligen dem Oberligisten FC Sachsen Leipzig an.
In der Saison 2007/08 spielte er wieder für einen Zweitligisten, diesmal für Kickers Offenbach. Sein Vertrag wurde nach dem Abstieg jedoch nicht verlängert und er bekam auch keine weiteren Angebote. Daher war er vereinslos.
Im Sommer 2010 spielte er ein halbes Jahr lang für den hessischen Kreisligisten SG Auheim aus dem Main-Kinzig-Kreis.
Im Januar 2011 nahm er ein Angebot des vietnamesischen V.League-1-Klubs Vissai Ninh Bình FC an, wo er bis 2013 unter Vertrag stand.
Nach einem halben Jahr Pause spielte er für die unterklassigen hessischen Vereine SG Dersim/VfR Rüsselsheim, FC Marxheim und SV 07 Raunheim. Anschließend beendete er im Sommer 2017 seine Karriere.

## „Der Fall Ogungbure“
Für bundesweites Aufsehen sorgte Ogungbure, als er beim Oberligaspiel gegen den Halleschen FC den gegnerischen Fans den Hitlergruß zeigte. Er reagierte damit auf die rassistischen Beleidigungen gegen seine Person seitens der Hallenser Fans, die er während des gesamten Spieles zu erdulden hatte, allerdings nicht, um Sympathie mit den Neonazis zu zeigen, sondern als Versuch, sie öffentlich als solche zu identifizieren. Die Staatsanwaltschaft Halle an der Saale stellte von Amts wegen daraufhin Strafanzeige gegen Ogungbure wegen der Verwendung von Kennzeichen verfassungswidriger Organisationen, stellte das Verfahren wenig später aber wieder ein. Seit dieser Aktion erhielt Ogungbure bundesweite Sympathiebekundungen, musste allerdings bei den Oberligaspielen auch weiterhin rassistische Schmähungen über sich ergehen lassen, wie zum Beispiel im Meisterschaftsspiel der Oberligasaison 2006/2007, als Sachsen Leipzig erneut gegen den Halleschen FC antrat, oder im April 2007, als Energie Cottbus II im Zentralstadion spielte und deren Fans Plakate mit rassistischen Schmähungen hochhielten.
Zu einem neuerlichen Vorfall kam es am 10. November 2006 am Rande des Oberliga-Punktspiels des FC Sachsen Leipzig beim VFC Plauen, das die Plauener mit 1:0 gewannen. Nach dem Schlusspfiff griff Adebowale Ogungbure seinen ukrainischen Gegenspieler Andrij Zapyschnyi mit einem Fausthieb ins Gesicht tätlich an. Auslöser der Attacke sollen rassistische Schmähungen Zapyschnyis gegen Ogungbure gewesen sein. Ogungbure wurde daraufhin für vier Spiele gesperrt. Die Sperre lag unter dem Mindeststrafmaß von sechs Spielen, weil das Sportgericht es als erwiesen ansah, dass Ogungbure zuvor mehrfach rassistisch beschimpft wurde. Zapyschnyi musste eine Geldbuße von 300 Euro bezahlen.